# 오노마치역
오노마치역(일본어: 小野町駅 おのまちえき[*])은 일본 효고현 오노시에 위치한 서일본 여객철도 가코가와 선의 철도역이다. 단선 승강장 1면 1선의 구조를 갖춘 지상역이다.

## 이용 현황
| 연도     | 1일 평균 | 연도     | 1일 평균 |
| 1997년도 | 281      | 2005년도 | 297      |
| 1998년도 | 292      | 2006년도 | 302      |
| 1999년도 | 283      | 2007년도 | 312      |
| 2000년도 | 293      | 2008년도 | 314      |
| 2001년도 | 277      | 2009년도 | 324      |
| 2002년도 | 315      | 2010년도 | 313      |
| 2003년도 | 304      | 2011년도 | 335      |
| 2004년도 | 276      | 2012년도 | 354      |
| -------- | -------- | -------- | -------- |

## 역 주변
- 가코 강

## 역사
- 1913년 8월 10일 : 반슈 철도 구니야역 (현재의 야쿠진역) - 니시와키 역 간의 개통과 동시에 개업. 여객 · 화물 취급을 개시.
- 1923년 12월 21일 : 노선 양도에 의해 반탄 철도의 역이 된다.
- 1943년 6월 1일 : 반탄 철도의 국유화에 의해, 일본국유철도 가코가와 선의 역으로 된다.
- 1962년 9월 1일 : 화물의 취급을 폐지.
- 1986년 11월 1일 : 무인역화.
- 1987년 4월 1일 : 일본국유철도 분할 민영화에 의해, 서일본 여객철도가 승계.
- 1990년 6월 1일 : 가코가와 철도부 발족에 의해, 그 관할로 한다.
- 2009년 7월 1일 : 가코가와 철도부 폐지에 의해 고베 지사 직할로 변경되어, 가코가와 역의 피관리역으로 된다.

## 인접 역
| 서일본 여객철도 가코가와 선 | 서일본 여객철도 가코가와 선 | 서일본 여객철도 가코가와 선 |
| --------------------------- | --------------------------- | --------------------------- |
| 이치바 가코가와 방면        | ■ 가코가와 선               | 아오 다니카와 방면          |